# Ficus ficus
Ficus ficus is een slakkensoort uit de familie Ficidae. De wetenschappelijke naam is gepubliceerd in 1758 door Linnaeus in de tiende editie van Systema naturae.